# آسيا توفيق وهبي
آسيا توفيق وهبي ( 1901 – 1980 ) كاتبة، ومؤلفة، وناشطة من رائدات النهضة النسوية في العراق، ورئيسة الاتحاد النسائي العراقي، ولقد ترأست تحرير مجلة الاتحاد النسائي منذ عام 1949، وتزوجت من الكاتب والضابط العراقي الكردي والعالم في اللغة الكردية والوزير توفيق وهبي.

## من مؤلفاتها
لها العديد من الدراسات والبحوث التي نشرت في الصحف والمجلات العراقية في مجال حقوق المرأة.